# Synagoge Wuliza Tschanharskaja (Babrujsk)

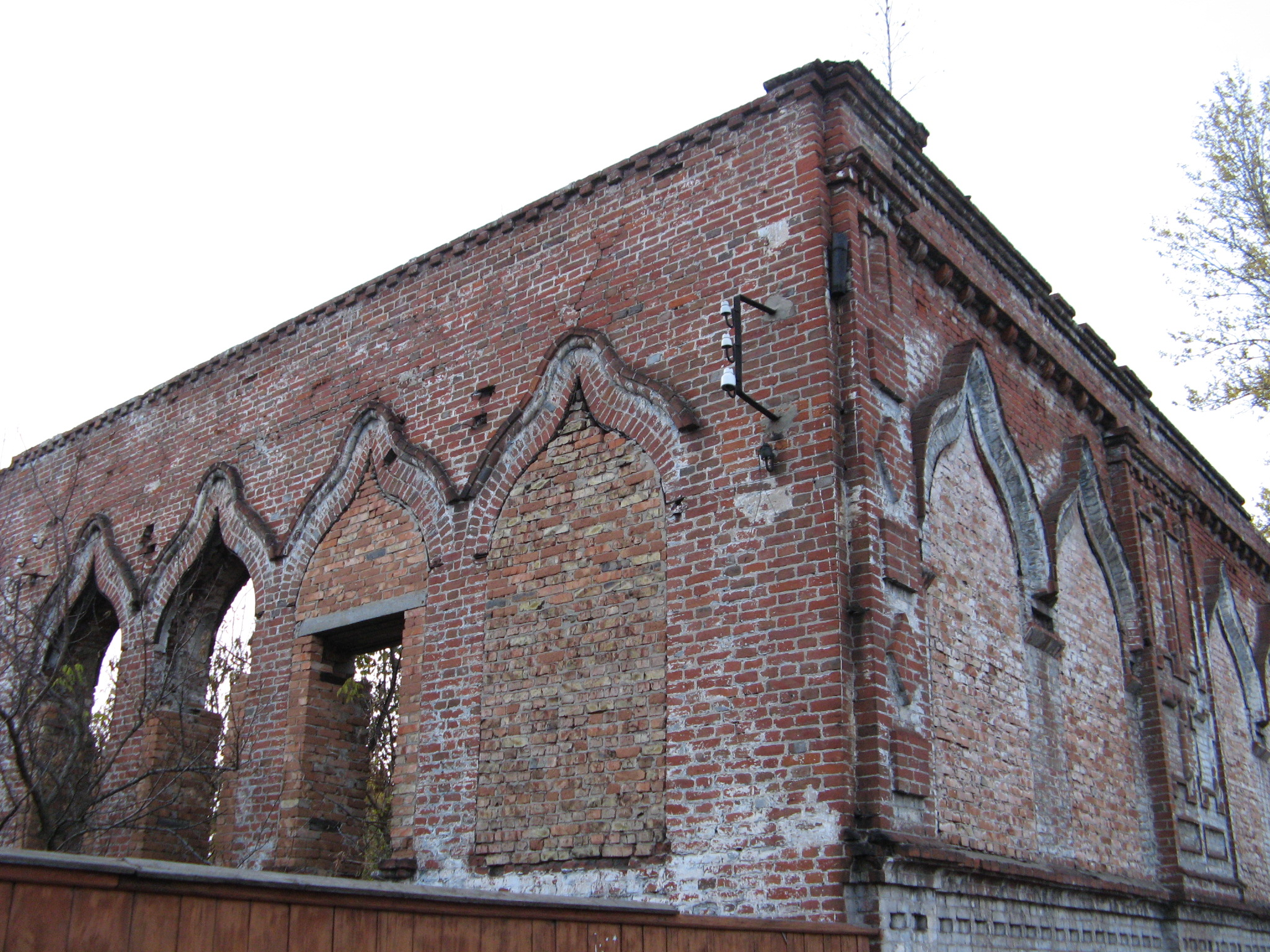
Synagoge in Babrujsk (2007)

Die Synagoge mit der Adresse Wuliza Tschanharskaja (belarussisch вуліца Чангарская, unterschiedl. Angaben zur Hausnummer 31, 26 oder 10) in Babrujsk, einer belarussischen Stadt in der Mahiljouskaja Woblasz, wurde Anfang des 20. Jahrhunderts erbaut. Der ursprüngliche Name ist nicht bekannt.

## Geschichte
Die Synagoge wurde zu Beginn des 20. Jahrhunderts gebaut (an anderer Stelle ist vom Beginn des 19. Jahrhunderts die Rede) und wurde bis 1932 als Synagoge genutzt. Die sowjetischen Behörden schlossen die Synagoge danach und das Gebäude hatte vielfältige andere Verwendung (Mühle, Warenlager, Radsportzentrum). Nach einem Feuer 1969 wurde es aufgegeben und verfiel.

## Architektur
Die Synagoge ist aus roten Backsteinen gemauert. Nur noch wenige Wände stehen, Einige der Kielbogenfenster sind noch erhalten, aber teilweise zugemauert. Die Haupthalle hatte hohe Fenster; die Vorhalle mit darüberliegender Empore jeweils niedrigere.

## Heutige Verwendung
Mitte der 2010er Jahre wurde damit begonnen, den Platz und die Gebäudereste in ein Freilichtmuseum über das jüdische Leben in Babrujsk umzugestalten. Dies wurde 2019 abgeschlossen.